# 오포 나들목
오포 나들목(Opo IC)은 경기도 광주시 오포동과 용인시 처인구 모현읍 매산리에 걸쳐 설치된 세종포천고속도로의 18번 교차로(나들목)이다. 포천 방향 진출입로와 세종 방향 진출입로가 분리되어 있다.

## 역사
- 2018년 7월 19일 : 나들목 신설을 위해 광주시 도시계획시설 교통광장에 오포읍 추자리 일원을, 용인시 도시계획시설 교통광장에 모현읍 매산리 일원을 오포1 나들목으로 고시[1]
- 2025년 1월 1일 : 세종포천고속도로 남안성 ~ 남구리 구간 개통과 함께 통행 개시[2]

## 구조물 정보
- 위치 : 경기도 광주시 추자동, 용인시 처인구 모현읍 매산리

## 접속하는 도로
- 국도 제43호선 (포은대로)
- 오포로